# Steinfeld (Steinfeld, Unterfranken)
Steinfeld ist der Hauptort der Gemeinde Steinfeld im unterfränkischen Landkreis Main-Spessart in Bayern. Er hat 1260 Einwohner mit Hauptwohnsitz.
Der Ort wurde 812 als „Steinvelt im Waldsassengove“ erstmals urkundlich erwähnt.

## Geographie

### Lage
Das Pfarrdorf liegt 278 m ü. NHN zwischen Lohr am Main und Karlstadt an der Staatsstraße 2437.

### Nachbargemarkungen
Nachbargemarkungen im Uhrzeigersinn im Norden beginnend sind Hausen, Rohrbach, Laudenbach, Stadelhofen, Urspringen, Waldzell, Pflochsbach und Sendelbach.

### Gewässer
Auf dem Gemarkungsgebiet münden im Süden der Böser Wiesengraben von links und im Westen der Eckersbrunnengraben von rechts und Grundgraben von links in den Riedgraben, der durch den Ort fließt. Außerdem durchfließt der Ziegelbach das östliche Gemarkungsgebiet.

## Geschichte
Seit dem 1. Juli 1972 gehört Steinfeld zum Landkreis Main-Spessart. Davor lag es im Landkreis Lohr am Main.

## Religion
Steinfeld ist katholisch geprägt. Die Pfarrei Mariä Himmelfahrt und St. Bartholomäus gehört zum Dekanat Lohr.